# Ponera
Ponera (лат.) — род мелких муравьёв из подсемейства Ponerinae (Formicidae).

## Распространение
Голарктика. Австралия. Новая Гвинея. Самоа.
2 вида встречаются в Новом Свете (Ponera exotica от США до Никарагуа и P. pennsylvanica в США), но их происхождение неясно. Эти возможно заносные виды  более близки к видам из Старого Света, чем друг к другу. Ponera pennsylvanica близок к европейскому виду P. coarctata, а P. exotica ближе к видам из Юго-Восточной Азии.

## Описание
Мелкие муравьи (длина около 2—4 мм), гнездящиеся в почве. Усики рабочих и самок 12-члениковые. Нижнечелюстные щупики 2-члениковые, нижнегубные щупики состоят из 2 сегментов (формула щупиков 2,2). Жвалы треугольные, лобные валики отсутствуют. В нижнем выступе петиоля имеется маленькое круглое отверстие. Живут малочисленными семьями (около 100 муравьёв).

## Генетика
Диплоидный набор хромосом 2n = 6, 8, 12.

## Систематика
Около 50 видов. Род относится к трибе Ponerinini.
- Ponera alisana Terayama, 1986[7]
- Ponera alpha Taylor, 1967[2]
- Ponera augusta Taylor, 1967[2]
- Ponera bableti Perrault, 1993
- Ponera baka Xu, 2001[8]
- Ponera bawana Xu, 2001[8]
- Ponera bishamon Terayama, 1996[9]
- Ponera borneensis Taylor, 1967[2]
- Ponera chapmani Taylor, 1967[2]
- Ponera chiponensis Terayama, 1986[7]
- Ponera clavicornis Emery, 1900
- Ponera coarctata (Latreille, 1802)
  - (=Formica coarctata) typus
- Ponera colaensis Mann, 1921
- Ponera diodonta Xu, 2001[8]
- †Ponera elegantissima Meunier, 1923
- Ponera elegantula Wilson, 1957[10]
- Ponera exotica Smith, 1962
- Ponera guangxiensis Zhou, 2001[11]
- Ponera hubeiensis Wang & Zhao, 2009
- Ponera incerta (Wheeler, 1933)
- Ponera indica Bharti & Wachkoo, 2012
- Ponera japonica Wheeler, 1906
- Ponera kohmoku Terayama, 1996[9]
- Ponera leae Forel, 1913
- †Ponera leptocephala Emery, 1891
- †Ponera lobulifera Dlussky, 2009
- Ponera loi Taylor, 1967[2]
- Ponera longlina Xu, 2001[8]
- Ponera manni Taylor, 1967[2]
- †Ponera mayri Dlussky, 2009
- Ponera menglana Xu, 2001[8]
- Ponera nangongshana Xu, 2001[8]
- Ponera norfolkensis Wheeler, 1935
- Ponera oreas (Wheeler, 1933)
- Ponera paedericera Zhou, 2001[11]
- Ponera pennsylvanica Buckley, 1866
- Ponera pentodontos Xu, 2001[8]
- Ponera petila Wilson, 1957[10]
- Ponera pianmana Xu, 2001[8]
- Ponera rishen Terayama, 2009[12]
- Ponera ruficornis Spinola, 1851
- Ponera scabra Wheeler, 1928
- Ponera selenophora Emery, 1900
- Ponera shennong Terayama, 2009[12]
- Ponera sinensis Wheeler, 1928
- Ponera swezeyi (Wheeler, 1933)
- Ponera syscena Wilson, 1957[10]
- Ponera sysphinctoides Bernard, 1950
- Ponera szaboi Wilson, 1957[10]
- Ponera szentivanyi Wilson, 1957[10]
- Ponera taipingensis Forel, 1913
- Ponera taiyangshen Terayama, 2009[12]
- Ponera takaminei Terayama, 1996[9]
- Ponera tamon Terayama, 1996[9]
- Ponera taylori Bharti & Wachkoo, 2012
- Ponera tenuis (Emery, 1900)
- Ponera terayamai Leong et al., 2019[3]
- Ponera testacea Emery, 1895
- †Ponera wheeleri Dlussky, 2009
- Ponera woodwardi Taylor, 1967[2]
- Ponera wui Leong et al., 2019[3]
- Ponera xantha Xu, 2001[8]
- Ponera xenagos Wilson, 1957[10]
- Ponera yuhuang Terayama, 2009[12]